# اشتیاق (فیلم ۱۹۶۴)
اشتیاق (ژاپنی: 乱れる؛ انگلیسی: Yearning) یک فیلم ژاپنی به کارگردانی میکیو ناروسه محصول سال ۱۹۶۴ است.

## خلاصه داستان
ریکو (هیدکو تاکامینه)، زنی است که همسر خود را در جنگ از دست داده است. پس از یک بمباران، خواربارفروشی خانواده شوهرش به‌کلی نابود شده و خانواده همسرش از آن‌جا می‌گریزند اما او به یاد همسر درگذشته‌ و مادرش مغازه را از نو ساخته و تمام سال‌های زندگی‌اش را وقف رشد خواربارفروشی می‌کند. در این میان تنها کسی که از او حمایت می‌کند، برادر شوهرش کوجی (یوزو کایاما) است که ۱۲ سال از او کوچک‌تر است. کوجی بعدها اعتراف می‌کند که در طی تمام این سال‌های تنهایی و بی‌کسی، عاشق ریکو بوده است...